# Szigeti József (irodalomtörténész)
Szigeti József (Máriagyűd, 1912. május 28. – Kolozsvár, 1986. június 21.) irodalomtörténész, kritikus.

## Életútja
Korai árvasága miatt került erdélyi rokonaihoz. A református gimnázium  elvégzése után beiratkozott  a teológiára és párhuzamosan az egyetemre is. 1934-ben megszerezte a teológiai, 1936-ban pedig a tanári diplomát. Szatmáron, majd Marosvásárhelyen tanított, míg 1948-ban meghívták a Bolyai Tudományegyetem magyar tanszékére előadótanárnak. Itt, majd az egyesített egyetemen a magyar irodalomtörténeti tanszék vezetőjeként működött 1977-es nyugdíjazásáig. 1968-ban doktorált, 1970-től egyetemi tanár volt.  Kutatási területe a régi magyar irodalom volt, kivált Erdély régi irodalma, köztük Apáczai Csere János, Mikes Kelemen életműve.
Apáczai számos munkáját az ő szöveggondozásában adták ki, Mikes Kelemen Törökországi leveleinek közreadása szintén az ő munkáját dicséri. Számos magyar irodalomtörténeti tanulmányhoz írt bevezetőt és/vagy írt róluk kritikát korabeli lapokban. Egyetemi irodalomtörténeti tankönyveket is írt, köztük A mű és kora címen (Bukarest, 1970).